# Hans Heibach
Hans Heibach (* 1. Dezember 1918 in Düsseldorf; † 6. März 1970), auch „Henny“ genannt, war ein deutscher Fußballspieler.
Er spielte im seinerzeitigen WM-System zumeist als Halbstürmer und absolvierte als Aktiver von Fortuna Düsseldorf am 20. März 1938 in Wuppertal, beim 2:1-Sieg gegen die Auswahl Luxemburgs, sein einziges Länderspiel für die A-Nationalmannschaft.

## Karriere

### Vereine

#### Fortuna Düsseldorf, 1935 bis 1941
Der als klein beschriebene Heibach durchlief die Fortunen-Jugend am Flinger Broich und gehörte ab der Saison 1935/36 der in der Gauliga Niederrhein spielenden 1. Mannschaft an.
Unter Trainer Karl Höger gewann Fortuna Düsseldorf die Gaumeisterschaft und zog in der Endrunde um die deutsche Meisterschaft in das Finale ein, das ihm als Nachwuchsstürmer durch eine Verletzung jedoch verwehrt bleiben musste. In den zwei Gruppenspielen im April 1936 gegen den 1. Hanauer FC (3:1) und dem Kölner CfR (2:0) hatte er 17-jährig jeweils als Mittelstürmer fungiert. Nach Überwindung der Verletzungsfolgen stand der gelernte Dreher mit der Fortuna 1937 im Pokalfinale gegen den FC Schalke 04. Am 5. Dezember 1937 hatte er im Halbfinale gegen den Dresdner SC seine Fortuna mit drei Toren mit 3:0 in Führung gebracht und er zog mit seiner Elf durch einen 5:2-Erfolg gegen die Sachsen in das Finale ein. Von 1936 bis 1940 gewann Heibach mit Fortuna Düsseldorf fünf Mal in Folge die Meisterschaft in der Gauliga Niederrhein. In den Endrundenspielen um die deutsche Meisterschaft hat er von 1936 bis 1939 in 18 Spielen fünf Tore erzielt. Er kam an der Seite von Leistungsträgern wie Paul Janes, Ernst Albrecht, Jakob Bender, Paul Bornefeld, Theo Breuer, Edmund Czaika, Stanislaus Kobierski, Paul Mehl, Willi Wigold und Felix Zwolanowski zum Einsatz. Am Ende des ersten Kriegsjahres fiel die erfolgreiche Fortunen-Elf auseinander; bis Juli 1940 waren neben Heibach auch weitere Spieler wie Willy Abromeit, Peter Hoffmann, Paul Bach, Leo Tusch, Jakob Bender, Paul Mehl, Stanislaus Kobierski, August Kuckelkorn und Fritz Matheisen zur Wehrmacht eingezogen worden.

#### Hamburger SV, 1941 bis 1943
Während des Zweiten Weltkrieges war „Henny“ Heibach von 1941 bis 1943 als Kriegsgastspieler beim Hamburger SV aktiv. Mit den Rautenträgern des Hamburger SV belegte der Düsseldorfer Gastspieler jeweils 1942 und 1943 den zweiten Rang. In der Gauliga Nordmark erzielte er 1941/42 in 17 Einsätzen 14 Tore und steigerte diese Quote 1942/43 in der Gauliga Hamburg auf 17 Einsätze mit 15 Toren. Er führte damit überlegen vor Fritz Zahn (neun Tore) die interne HSV-Torschützenliste an. Auch bei den Spieleinsätzen führte er gemeinsam mit Erwin Seeler, der ebenfalls auf 17 Ligaspiele kam, die Einsatzliste an.

#### FC Bayern München, 1943 bis 1946
Als Heibach nach München versetzt wurde, spielte er in der Saison 1943/44 ebenfalls als Kriegsgastspieler für den FC Bayern München in der Gauliga Südbayern. Mit zehn Toren in 14 Punktspielen – darunter die zwei Derbys gegen die „Löwen“ (1:1 in der Hin- und 7:1 in der Rückrunde) – trug er zur Meisterschaft bei. Er absolvierte am 16. April 1944 das Erstrundenspiel um die Deutsche Meisterschaft gegen den VfR Mannheim. Neben Spielern wie Konrad Heidkamp, Jakob Streitle und Wilhelm Simetsreiter verlor er aber die Begegnung mit 1:2 Toren nach Verlängerung. In der Folgesaison – nunmehr in der kriegsbedingt abgebrochenen Gauliga Bayern – kam er in sechs von 15 Punktspielen im Gau München/Oberbayern zum Einsatz und erzielte fünf Tore.
Nach dem Ende des Zweiten Weltkriegs blieb er beim FC Bayern München, für den er in der Saison 1945/46 16 Punktspiele in der Oberliga Süd bestritt und zwei Tore erzielte. Er debütierte am 4. November 1945 (1. Spieltag) bei der 1:2-Niederlage im Auswärtsspiel gegen den 1. FC Nürnberg. Seine einzigen beiden Tore erzielte er am 3. Februar 1946 (14. Spieltag) beim 3:2-Sieg gegen die SpVgg Fürth im Stadion an der Grünwalder Straße mit dem Treffer zum 2:0 in der sechsten Minute und am 17. März 1946 (18. Spieltag) beim 1:1-Unentschieden im Heimspiel gegen den FSV Frankfurt mit dem Treffer zum 1:0 in der 25. Minute.

#### Fortuna Düsseldorf, 1946 bis 1952
Heibach kehrte während der Saison 1945/46 in seine Heimatstadt Düsseldorf zurück und kam auch in der Stadtliga Düsseldorf – die Fortuna belegte hinter dem VfL Benrath den zweiten Rang – zum Einsatz. In der Saison 1946/47 konnte zuerst eine Meisterschaft in der Bezirksliga Berg/Mark ausgespielt werden. In den Spielen um die Niederrheinmeisterschaft musste ein Entscheidungsspiel gegen Rot-Weiß Oberhausen über den Titel entscheiden, das die Fortunen am 7. Juni in Hamborn mit 1:3 Toren gegen die „Kleeblatt-Elf“ vom Stadion Niederrhein verlor. Damit waren für die neue Oberliga West zur Saison 1947/48 aus dem Niederrhein die Vereine Rot-Weiß Oberhausen, Fortuna Düsseldorf und Sportfreunde Katernberg qualifiziert.
Am 14. September 1947, dem Premierenspieltag der neuen Oberliga West, stürmte Heibach für die Fortuna auf Halblinks, als die Düsseldorfer mit einem 4:2-Heimerfolg gegen die Kölner von Preußen Dellbrück in die neue Leistungsklasse starteten. Er steuerte an der Seite von Paul Janes, Kurt Borkenhagen und Matthias Mauritz ein Tor zum Sieg bei. In der 13er-Staffel belegte Fortuna Düsseldorf den siebten Rang und Heibach hatte in 21 Spielen fünf Tore erzielt. Die Runde beendeten die Fortunen am 18. April 1948 vor 18.000 Zuschauern mit einer 0:2-Niederlage gegen den Meister Borussia Dortmund. Heibach agierte als Mittelstürmer, daneben auf Halblinks Franz Loogen der spätere Mannschaftsarzt der Nationalmannschaft während der Weltmeisterschaft 1954 in der Schweiz. Sein letztes Oberligaspiel absolvierte Heibach am 21. Oktober 1951 bei der 2:3-Niederlage im Auswärtsspiel gegen den Rheydter SV. Unter Trainer Heinz Körner verabschiedete er sich an der Seite von Torhüter Anton Turek nach insgesamt 47 Oberligaspielen für Fortuna Düsseldorf (6 Tore) aus dem aktiven Ligabetrieb.
Zur Rückkehr aus der 2. Liga West 1949/50 in die Oberliga hatte er in 15 Punktspielen bei der Erringung der Vizemeisterschaft beigetragen.

### Auswahlmannschaften
Kurz nach dem 20. Geburtstag, am 20. Dezember 1936, spielte der junge Stürmer von Fortuna Düsseldorf erstmals im Wettbewerb des Reichsbundpokals in der Auswahl des Niederrheins. In Erfurt setzte sich die Elf um Paul Janes, Willy Busch, Paul Zielinski, Ernst Albrecht, Paul Mehl, Felix Zwolanowski und Walter Günther mit einem 3:1 gegen den Gastgeber Mitteldeutschland durch. Am 6. Februar 1938 gehörte er dem Aufgebot der Nationalmannschaft für das Länderspiel in Köln gegen die Schweiz an, er kam aber beim 1:1-Remis nicht zum Einsatz. Als der DFB am 20. März 1938 einen Doppelländerspieltag durchführte, die A-Elf trat in Nürnberg gegen Ungarn an und eine inoffizielle „B-Elf“ spielte in Wuppertal gegen Luxemburg, kam Heibach an der Seite von Doppeltorschütze Jupp Gauchel und Mittelstürmer August Lenz beim 2:1-Erfolg gegen das Großherzogtum zu seinem Länderspieldebüt. Durch die Qualität der Angriffsspieler der Sturmreihe in Nürnberg mit Ernst Lehner, Otto Siffling, Hans Berndt, Ernst Kuzorra und Josef Fath, sowie des Anschluss Österreichs am 12. März 1938 mit dem zusätzlichen Wiener Spielerreservoir, kam für Heibach keine weitere Länderspielberufung mehr zustande.
Während seiner Gastspielerzeit beim Hamburger SV kam er am 7. September 1942 in der Halbfinalbegegnung der Auswahlmannschaft Gauliga Nordmark gegen die Auswahlmannschaft Gauliga Berlin-Brandenburg im Wettbewerb um den Reichsbundpokal zum Einsatz. Im Wiederholungsspiel in Hamburg steuerte er zum 4:1-Erfolg zwei Tore bei. Am Finaltag am 15. November 1942 in Essen gegen die Auswahlmannschaft Gauliga Niederrhein, erzielte er den Ehrentreffer bei der 1:2-Niederlage, obwohl die Sturmreihe mit Esegel Melkonian, Alfred Boller, Franz Linken, Karl Kühl und ihm selbst, gut besetzt war.